# دنیای جدید (مجموعه تلویزیونی)
دنیای جدید (انگلیسی: New World; کره‌ای: 신세계로부터) یک ریلتی شوی تولید شده توسط نتفلیکس و با نقش‌آفرینی لی سونگ گی، اون جی وون، کیم هی چول، جو بو آه، پارک نا ره و کای است. این برنامه در ۲۰ نوامبر ۲۰۲۱ از نتفلیکس منتشر شد.

## خلاصه داستان
در این ریلتی شو، شش سلبریتی با استفاده از ترفند و خرابکاری پول مجازی به دست می‌آورند که می‌توانند در روز پایانی اقامتشان در یک جزیرهٔ آرمانی آنها را به پول نقد تبدیل کنند.

## بازیگران
- لی سونگ گی
- اون جی وون
- کیم هی چول
- جو بو آه
- پارک نا ره
- کای

## قسمت‌ها
| شم. | عنوان    | تاریخ پخش اصلی |
| --- | -------- | -------------- |
| ۱   | «قسمت ۱» | ۲۰ نوامبر ۲۰۲۱ |
| ۲   | «قسمت ۲» | ۲۰ نوامبر ۲۰۲۱ |
| ۳   | «قسمت ۳» | ۲۷ نوامبر ۲۰۲۱ |
| ۴   | «قسمت ۴» | ۲۷ نوامبر ۲۰۲۱ |
| ۵   | «قسمت ۵» | ۴ دسامبر ۲۰۲۱  |
| ۶   | «قسمت ۶» | ۴ دسامبر ۲۰۲۱  |
| ۷   | «قسمت ۷» | ۱۱ دسامبر ۲۰۲۱ |
| ۸   | «قسمت ۸» | ۱۱ دسامبر ۲۰۲۱ |

### فیلم‌برداری
تیم سازنده در حال فیلم‌برداری این برنامه از ۲۷ مه ۲۰۲۱ دیده شدند و به مدت شش روز طول کشید.

## انتشار
در ۲۵ سپتامبر ۲۰۲۱، اول تیزر این برنامه منتشر شد و اعلام شد که در ۲۰ نوامبر پخش خواهد شد.